# Učitel tance
Učitel tance je český film z roku 1994 režiséra Jaromila Jireše podle scénáře Jiřího Hubače.

## Děj
Děj se odehrává ve 40. letech 20. století po druhé světové válce. Taneční mistr Richard Majer přichází do léčebny tuberkulózy. Touto nemocí trpí již tři roky, vystřídal několik léčeben, ale ze všech musel odejít, protože byl neukázněný a nechtěl se nechat operovat. Je optimista, ostatní pacienti jsou apatičtí či se snaží dodržovat pravidla léčení (nemluvit, hýbat se pomalu, nebýt příliš optimističtí, tím se totiž nenamáhají plíce). Pacienta Miluška se zamiluje do Pepy, který dodržuje klidný režim. Richard pořádá taneční kurzy pro začátečníky, večer se schází s Lydií a tančí spolu. Přistihne je vrchní sestra; primář jej chce vyhodit, Majer proto přistoupí na operaci, při níž mu budou odebrána žebra.
Odjede na vyšetření do Prahy. Jak slíbil umírajícímu Pardusovi, staví se na zámku a najde jeho prstýnek, o němž se Pardusovi zdálo. Místo na vyšetření jde k léčitelce Dotáhalové, která léčí alkoholem a zábavou. Richard již nestihne odevzdat prstýnek Pardusovi, který několik dní před jeho příjezdem zemřel. Pepa se uzdraví, a poslední noc před odjezdem stráví s Miluškou. Majer má negativní výsledky. Aby povzbudil ostatní, říká, že to byl zázrak od Dotáhalové. Většina pacientů se sbalí a odjíždí za ní. Další týden má však opět pozitivní výsledky. Nemoc se dále zhoršuje, přidávají se horečky. Dozví se, že Lydie při „léčení“ u Dotáhalové dostala chrlení krve a odvezli ji do Motola. I do té doby nepřístupná vrchní sestra Majera lituje a přilepšuje mu.
Majer již jen leží, nepřijde přivítat ani nové pacientky; mezi nimi je i tanečník Olda Ondříček, kterého Majer nevzal do tanečního klubu. Majera pozná, ten se nejdřív ke svému povolání nezná, pak ho ale nově příchozí zaujme a vyzve jej, aby mu předvedl, co nového se naučil; začne s ním znovu tančit.

## Obsazení
| Martin Dejdar       | Richard Majer     |
| Jana Hlaváčová      | Vrchní sestra     |
| Miloš Kopecký       | Richardův dědeček |
| Barbora Kodetová    | Lydie             |
| Radek Holub         | Pardus            |
| Petr Vacek          | Venda Benda       |
| Kamil Halbich       | Pepa              |
| Zuzana Bydžovská    | Miluška           |
| Stanislav Zindulka  | pan Mandlík       |
| Romana Sittová      | Maruška           |
| Petr Pelzer         | Hlavní lékař      |
| Zlata Adamovská     | sestra Áša        |
| Klára Jirsáková     | sestra            |
| Zdeněk Dušek        | Aloiz             |
| Alexej Pyško        | Dr. Král          |
| Václav Vydra        | operovaný pacient |
| Pavel Rímský        | Maxa              |
| Jiří Strach         | Jaroslav Jiříček  |
| Vladimír Míka       | Olda Ondříček     |
| Gabriela Wilhelmová | Dotáhalová        |
| Jiří Hálek          | Dotáhal           |
| Vilma Cibulková     | barová zpěvačka   |
| Ladislav Trojan     | Pardusův otec     |
| Ivan Podobský       | Griga             |
| Michaela Kuklová    | Eržika            |
| Petar Introvic      | harmonikář        |
| Filip Truhlář       | malý Majer        |

## Recenze
Vladimír Solecký (Haló noviny) psal o snímku s nespornými kvalitami, ve kterém Martin Dejdar potvrdil své herecké a taneční schopnosti; zdatně mu sekundovala v roli milostné partnerky Barbora Kodetová. Výrazné postavy pacientů vytvořili Stanislav Zindulka, Pavel Rímský, Petr Vacek; Zuzana Bydžovská pak dívčinu, která chce urvat chvilky milostného štěstí s vtíravou neodbytností.

## Ocenění
- Český lev 1995
  - nejlepší hlavní mužský herecký výkon – Martin Dejdar
  - nejlepší zvuk – Ivo Špalj